# Stade Sabathé

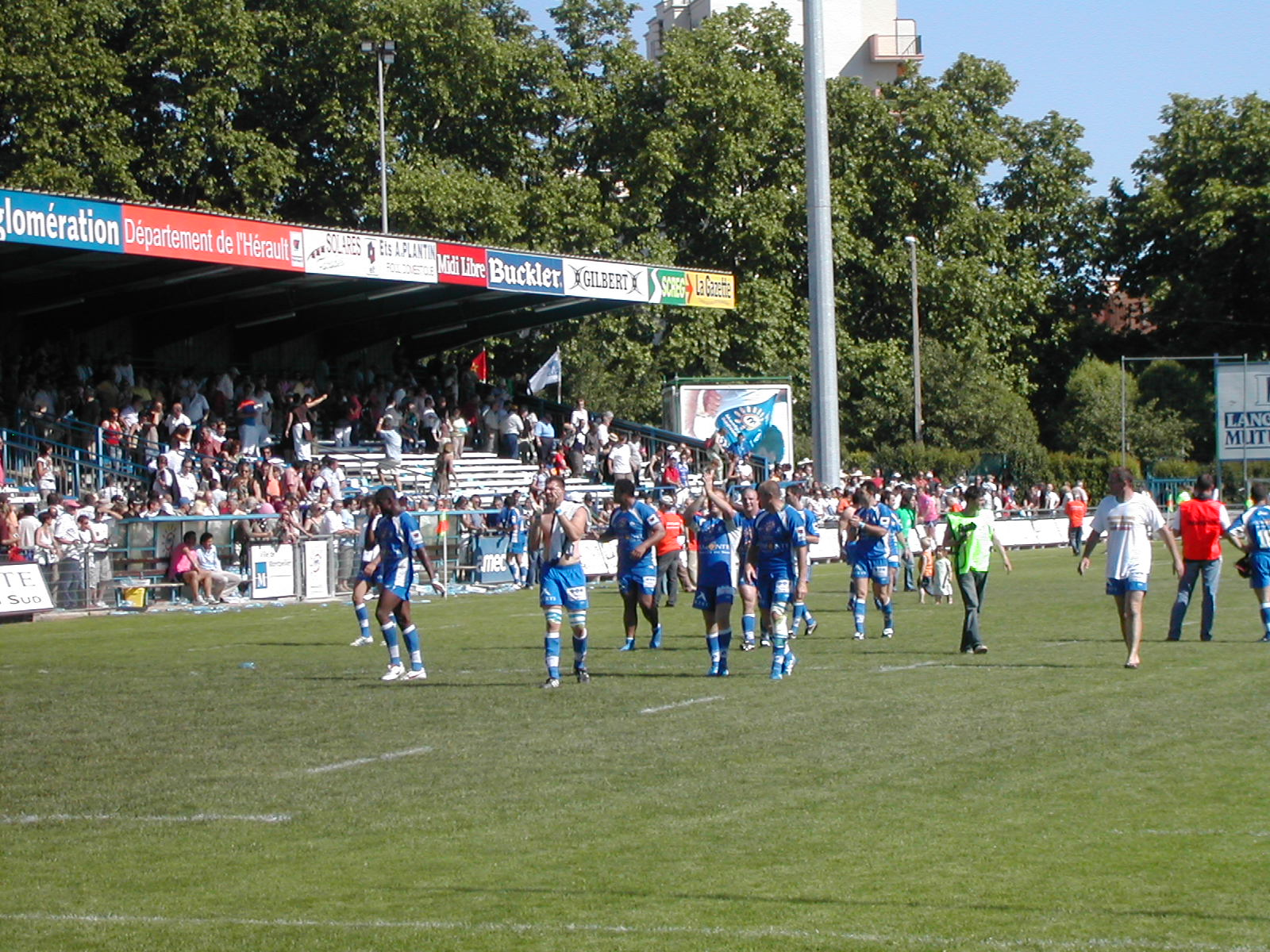
Tour d'honneur des joueurs après le dernier match de rugby à XV de la saison 2005-2006 au stade Sabathé

Le stade Sabathé est un stade de rugby situé à Montpellier en France. 
Inauguré en 1930, il est actuellement utilisé par le Montpellier XIII après avoir accueilli pendant de nombreuses années les matchs du Montpellier RC. Sa capacité est de 8 000 places. C'est le plus vieux site sportif montpelliérain encore en activité.
Situé dans le quartier de la Croix d'Argent, il prend, en 1944, le nom de Jean Sabathé, capitaine-entraîneur du club de rugby de l'union sportive montpelliéraine, décédé en 1941.

## Historique
L'histoire du stade est lié au développement de la pratique sportive dans la ville de Montpellier. Un premier stade est édifié, de façon sommaire et au milieu des vignes, dès 1909, et porte alors le nom de stade de la Croix Bonhomme. Il accueille les matchs de rugby et de football des clubs montpelliérains. Son aménagement est en grande partie l'œuvre de Jean Coll de Carrera, professeur de médecine et fondateur de l'US Montpelliéraine (USM). Il devient propriétaire du terrain dans les années 1920 et en fait don à la ville à la condition que le stade soit exclusivement consacré au rugby. 
Le stade est inauguré le 11 novembre 1930 lors du match opposant l'USM au Racing club narbonnais. Il prend en 1944 le nom de stade Sabathé en hommage à Jean Sabathé, capitaine-entraîneur de l'USM décédé en 1941 d'un accident cardiaque.
L'USM passe au rugby à XIII en septembre 1944 et n'a plus sa place à Sabathé. En 1952, le dernier club quinziste alors en activité (l'ASPTT Montpellier) disparaît. Le stade s'ouvre alors à partir de 1951 à d'autres disciplines. Une piste en cendrée est aménagée pour l'athlétisme, le club de rugby à XIII, l'USM XIII y dispute ses matchs dès 1953.
En 1963, le rugby à XV renait à Montpellier avec la création du stade montpelliérain. Le club occupe sous ce nom, puis à partir de 1986 en tant que Montpellier rugby club. 
En 2007, le Montpellier Hérault rugby rejoint le nouveau stade Yves du Manoir après une dernière victoire en top 14 face au Biarritz olympique 39-29. Le stade Sabathé accueille désormais les matchs des équipes DN1 et féminines du club Montpellier XIII ainsi que les matchs des féminines et des jeunes du MHR. Depuis 2019,  les matchs du club de football américain de la ville, Hurricanes de Montpellier se déroulent également dans ce  stade.
En 2020, le Stade Montpelliérain, club de rugby à XV,  renaît et s'installe sur le terrain de Sabathé.

## Structure et équipements
La capacité totale officielle du stade est de 8 000 places. Le stade est composé de deux tribunes latérales couvertes pouvant accueillir 2 800 spectateurs. 10 places sont réservées pour les personnes handicapées.
Le stade est doté d'un éclairage de 1 500 lux pour les matchs disputés en nocturne. L'éclairage est assuré par quatre mats équipés de 16 lampes à iodure. Le terrain de jeu est en gazon naturel avec arrosage intégré et mesure 100 mètres de long sur 70 mètres de large.

## Accès au stade
Le stade Sabathé est desservi par le réseau de bus et tramway des Transports de l'agglomération de Montpellier (TAM). La station Mas Drevon de ligne 2 du tramway de Montpellier se trouve à proximité du stade. De l’arrêt Gare Saint-Roch au Stade Sabathé, la durée de transport est d’environ quinze minutes.